# 47e division de chars
Pour les articles homonymes, voir 47e division.
Ne doit pas être confondu avec 47e division de chars de la Garde.
La 47e division de chars (russe : 47-я танковая дивизия, abrégé en 47 тд, traduisible aussi par 47e division de tanks), de son nom complet la 47e division de chars « Częstochowa » ordres du Drapeau rouge et de Koutouzov (russe : 47-я танковая Ченстоховская Краснознамённая, ордена Кутузова дивизия), est une grande unité blindée de l'armée de terre russe (n° d'unité 54096).

## Historique
L'unité est formée le 3 mars 1942 à Noguinsk sous le nom de 100e brigade de chars du 31e corps de chars. Son baptême du feu a lieu près de Rjev, où elle combat les divisions de la Waffen-SS « Totenkopf » et « Leibstandarte SS Adolf Hitler ». L'unité participe ensuite aux batailles au sein des fronts du Nord-Ouest et de Voronej.
Pour ses actions pendant la Seconde Guerre mondiale, la brigade a reçu l'ordre du Drapeau rouge, l'ordre de Koutouzov de 2e classe et la distinction honorifique « Częstochowa », d'après l'offensive de Sandomierz-Silésie.
Le 4 juillet 1945, la 100e brigade est réorganisée en 100e régiment de chars (numéro d'unité militaire 41166), conservant la totalité des récompenses, titres honorifiques, documents historiques et gloire militaire de l'unité. Dans un même temps, le 31e corps de chars devient la 31e division de chars, et s'installe à Khmelnytskyï (ville appelée Proskourov jusqu'en 1954).
En novembre 1956, le régiment participe à la répression de la Révolution hongroise. Tandis que sa division opère dans l'est de la Hongrie, le 100e régiment de chars renforce les troupes du corps spécial chargé de détruire les rebelles à Budapest.
Revenu en Ukraine, le régiment combat dans le cadre de l'opération Danube pour mettre fin au Printemps de Prague. Après la fin de l'opération, le régiment reste en Tchécoslovaquie avec la division et est basé à Frenštát pod Radhoštěm. Au début de 1990, le régiment se retire à Dzerjinsk.

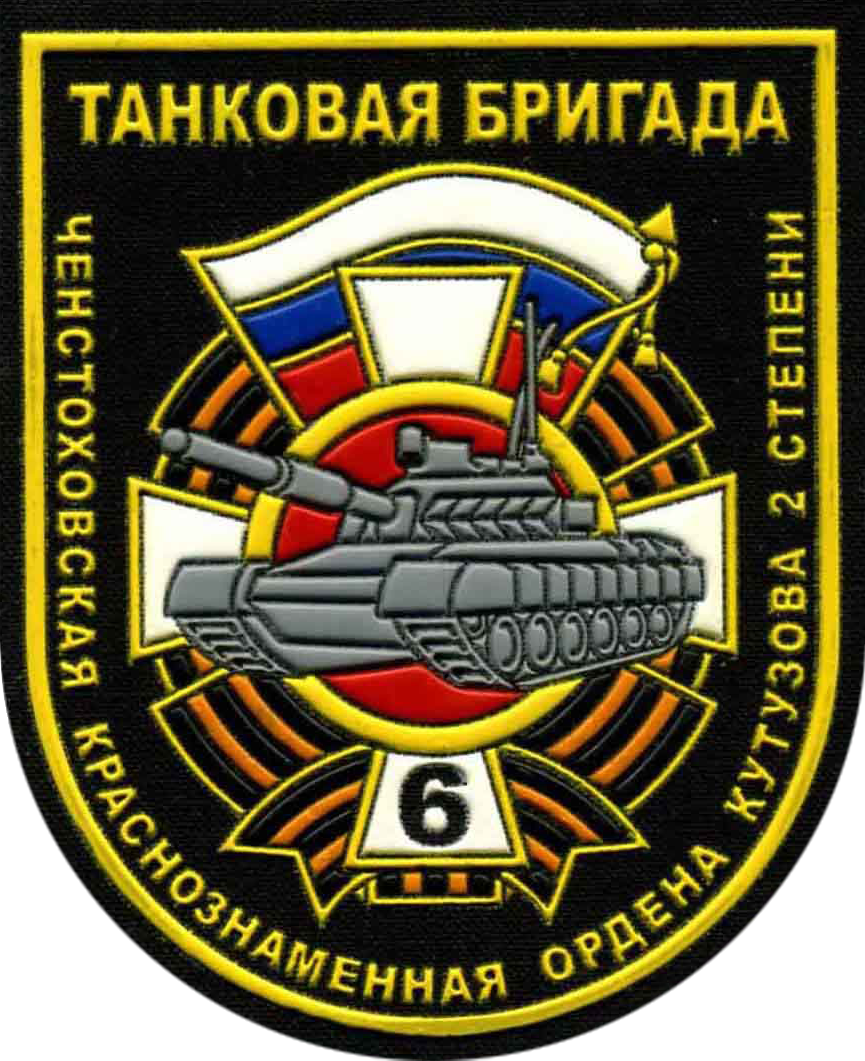
Insigne de la 6e brigade indépendante de chars.

En 2009, lors de la réforme des forces armées russes, l'unité est renommée 6e brigade indépendante de chars, par la réorganisation du 100e régiment de chars de la 3e division de fusiliers motorisés.
Le 14 décembre 2011, dans le village de Moulino, une cérémonie solennelle a lieu pour remettre la nouvelle bannière de Saint-Georges à la 6e brigade, alors commandée par le lieutenant-colonel Oleg Terekhov. L'unité opère au sein de la 20e armée de la Garde.
En août 2014, les unités de la brigade combattent lors de la bataille d'Ilovaïsk,. Le 26 août, lors d'un combat près du village d'Ahronomichne, un char T-72B3 de la 1re compagnie du 3e bataillon de la brigade est capturé par les troupes de la 51e brigade mécanisée ukrainienne. Lors du retrait des forces ukrainiennes d'Ilovaïsk le 29 août, les combattants du bataillon Donbass saisissent et détruisent deux autres chars T-72B3 de la brigade près du village de Tchervonosilske,, capturant deux prisonniers : Ivan Badanine et Evgueni Tchernov, ainsi que quelques parachutistes de la 31e brigade d'assaut aéroporté de la Garde.
En novembre 2014, la brigade rejoint la 1re armée de chars de la Garde.
En février 2015, les unités de la brigade combattent lors de la bataille de Debaltseve. Dans l'année, un bataillon de la 6e brigade participe aux exercices « Union Shield-2015 » des forces armées russes et biélorusses. Le groupe tactique du bataillon comprend un bataillon de chars équipé de chars T-72B3, un peloton de fusiliers motorisés sur BMP-2, des unités d'artillerie, de défense aérienne, de communication et de logistique.
En 2022, la brigade est dissoute,. Des éléments de celui-ci sont réformés en tant que 26e régiment de chars, 1077e bataillon logistique mixte et 63e unité de missiles antiaériens distincte dans le cadre de la 47e division de chars.
La division est rétablie à partir de la 6e brigade indépendante de chars sous le commandement du colonel Evgueni Dorochenko le 1er décembre 2021 dans le cadre de la 1re armée de chars de la Garde à Moulino,. La structure de commandement et la composition de la division restent floues. Entre autres, la 47e comprend des éléments de l'ancienne 6e brigade de chars, formant désormais le 26e régiment de chars,, le 7e bataillon de reconnaissance mixte, le 1077e bataillon d'approvisionnement en matériel et le 63e bataillon de missiles antiaériens mixte.
La division aurait subi d'importantes pertes en personnel et en matériel. L'un des régiments de chars de la division (26e régiment) aurait été détruit en mars 2022 près de Kamianka, dans l'oblast de Kharkiv,.
Le 26e régiment de chars participe à l'invasion russe de l'Ukraine sur le front oriental autour de Kharkiv, au cours duquel l'unité subit des pertes substantielles,. Un document de la 1re armée de chars de la Garde couvrant les pertes jusqu'au 15 mars (publié par les renseignements ukrainiens), révèle les pertes concernant le 26e régiment de chars (quatre tués, 13 blessés et seize véhicules détruits) et le 7e bataillon de reconnaissance mixte (cinq tués et 13 blessés). Il semblerait que des conscrits du 26e régiment auraient refusé de combattre en Ukraine et auraient demandé la résiliation de leur contrat.
Le 12 avril 2022, selon les renseignements de défense ukrainiens, les soldats de la 47e division n'auraient pas reçu les paiements supplémentaires promis pour la guerre en Ukraine, les dirigeants militaires ignorant ces appels.
Le 20 janvier 2024, le 153e régiment de chars de la division occupe le village de Krokhmalne, dans l'oblast de Kharkiv.

### Commandants
- Colonel Viatcheslav Nikolaïevitch Gourov (30 mars 2011 — 20 janvier 2012)
- Dmitri Nikolaïevitch Baklouchine (???? — 2022)